# Los culpables
Los culpables es el quinto libro de cuentos del escritor mexicano Juan Villoro, publicado por primera vez en 2007 por la editorial independiente mexicana Almadía, y posteriormente en febrero de 2008 en la colección Narrativas hispánicas de la Editorial Anagrama, en la ciudad de Barcelona, España.
En 2008, el libro fue galardonado en México con el «V Premio de Narrativa Antonin Artaud en México», otorgado por la embajada de Francia y consistente en ochenta mil pesos mexicanos, una traducción al francés de la obra y una escultura de los artistas plásticos Arturo Guerrero y Marisa Lara. Villoro decidió donar la mitad de los ingresos del premio al Centro de las Artes de San Agustín, en Etla, Oaxaca, el cual es encabezado por el artista plástico Francisco Toledo, para construir allí una biblioteca infantil.
En 2013, en conmemoración del octavo aniversario de la editorial de Oaxaca Almadía, el libro fue reeditado en una edición especial limitada de mil ejemplares, con ilustraciones del artista gráfico Alejandro Magallanes, saliendo a la venta el 14 de marzo, distribuyéndose por compras en línea y directa en cinco presentaciones que Villoro hizo en distintas ciudades de su país.

## Estructura
| «Quien calla una palabra es su dueño; quien la pronuncia, es su esclavo.» —Karl Kraus. Epígrafe en Anagrama. |

El libro está conformado por seis cuentos: «Mariachi», «Patrón de espera», «El silbido», «Los culpables», «El crepúsculo maya» y «Orden suspendido», finalizando con la novela corta «Amigos mexicanos».
El cuento «Orden suspendido» está dedicado a Manuel Felguérez, pintor y escultor mexicano.
La novela corta se divide en secciones breves numeradas, tituladas Katzenberg, Burroughs, Keiko, Oxxo, Buñuel, El hámster, El Santo Niño Mecánico, El lema, Barbie, Sharon, La bola es el mundo, Friendly fire y Dólares.

## Argumentos
Todos los cuentos y la novela corta se relacionan en que sus narradores protagonistas, todos mexicanos, son traidores o se sienten traicionados y culpables.
- Mariachi
Un exitoso mariachi desilusionado de su profesión y que siente una especial atracción por las mujeres de pelo blanco, es convencido de participar en una película española donde debe besar a un motociclista. En una escena de desnudo, su miembro viril es sustituido por el de un actor porno, lo que conlleva consecuencias.[7]
- Patrón de espera
Un vendedor de una compañía productora de agua se encuentra en un avión que no puede aterrizar al no haber pistas en el aeropuerto desocupadas. Todavía debe hacer una escala para llegar a su destino, donde le espera Clara, su pareja, quien ha comenzado a sospechar de que pierda tantos vuelos.[8]
- El silbido
Un futbolista treintañero del Estrella Azul es comprado por Los Tucanes, un equipo incipiente de Mexicali administrado por contrabandistas. Con el equipo al borde de la quiebra, el futbolista es sorprendido por una bomba en una discoteca, siendo rescatado por Patricio, su exitoso compañero de equipo. Comenzando una lenta recuperación, es recontratado por el Estrella Azul, mientras que Patricio es fichado por otro equipo. Ambos se enfrentarán en la final del campeonato como rivales, en lo que será quizás su último partido.[9]
- Los culpables
Dos hermanos se reúnen en Sacramento, en la antigua casa de su niñez, para escribir un guion cinematográfico. El narrador, un exalcohólico con experiencia en pasar contrabando por la frontera con Estados Unidos, confesará al drogadicto de su hermano Jorge, a través del guion, que tuvo relaciones con la expareja de éste.[10]
- El crepúsculo maya
Un poeta sin éxito viaja a Oaxaca y Yucatán, en un automóvil recién ganado en un concurso, con su antiguo amigo El Tomate, un escritor de notas turísticas que no visita los lugares que comenta. La excusa del viaje es que El Tomate esta vez escriba sobre estos estados viéndolos personalmente, pero el propósito real es ligarse a Karla, una joven que los acompaña, y que sin embargo se comienza a interesar por el poeta. El equipo lo completa una iguana comprada en el desierto.[11]
- Orden suspendido
El limpiador de vidrios de un rascacielos, y su veterano compañero El Chivo, deben dejar temporalmente su trabajo en las alturas, para que el alpinista Melvin lo escale como ensayo para luego trepar el imponente Kuala Lumpur. Rosalía, la pareja del narrador, una pastelera que vive rezando por los desconocidos, se preocupa por Melvin y su inminente fracaso, así como por El Chivo, quien sufre por su padre enfermo. Mientras tanto, un pintor dentro del edificio pinta un cuadro titulado «Orden suspendido».[12]
- Amigos mexicanos
Un guionista de documentales mexicano es contactado por segunda vez por Samuel Kratzenberg, un cronista estadounidense en busca de notas «auténticamente mexicanas». Su nota anterior fue sobre Frida Kahlo, sin dar créditos a la ayuda recibida por el guionista, quien lo llevó donde su místico amigo y actor Gonzalo Eridozábal para mostrarle algunos extravagantes rituales. Esta vez el tema era la violencia. El mexicano, cocainómano, divorciado, con una hija y enamorado de Cristi Suárez, su animada colega, decide nuevamente ayudarlo a cambio de un suculento sueldo y más reconocimiento, pidiendo antes a Gonzalo que escriba por él un guion pendiente para Cristi. Inesperadamente, Katzenberg es secuestrado, quedando el caso en manos de policías intimidatorios, mientras la brillantez del guion escrito por Gonzalo gatilla el amor correspondido de Cristi hacia el guionista. La reaparición de Katzenberg conlleva para el guionista el entendimiento de quién perpetró el secuestro, y una conversación posterior con el secuestrador, le aclara sus motivaciones.[6]